# قلعه‌جوق (خدابنده)
قلعه جوق (خدابنده)، روستایی از توابع بخش مرکزی شهرستان خدابنده در استان زنجان ایران است.
یکی از سرسبزترین روستاهای شهر قیدار است
از وسط روستا یه رودخانه جاری است که همین باعث دیدنی شدن و سرسبزی روستای قلعه جوق هست 
از مکان های دیدنی روستا باغات و آبشار روستا میباشد
شغل اکثر اهالی روستا کشاورزی و دامداری است

## جمعیت
این روستا در دهستان کرسف قرار دارد و براساس سرشماری مرکز آمار ایران در سال ۱۳۸۵، جمعیت آن ۵۰۶ نفر (۱۱۵خانوار) بوده‌است.